# Landkreis Weißensee

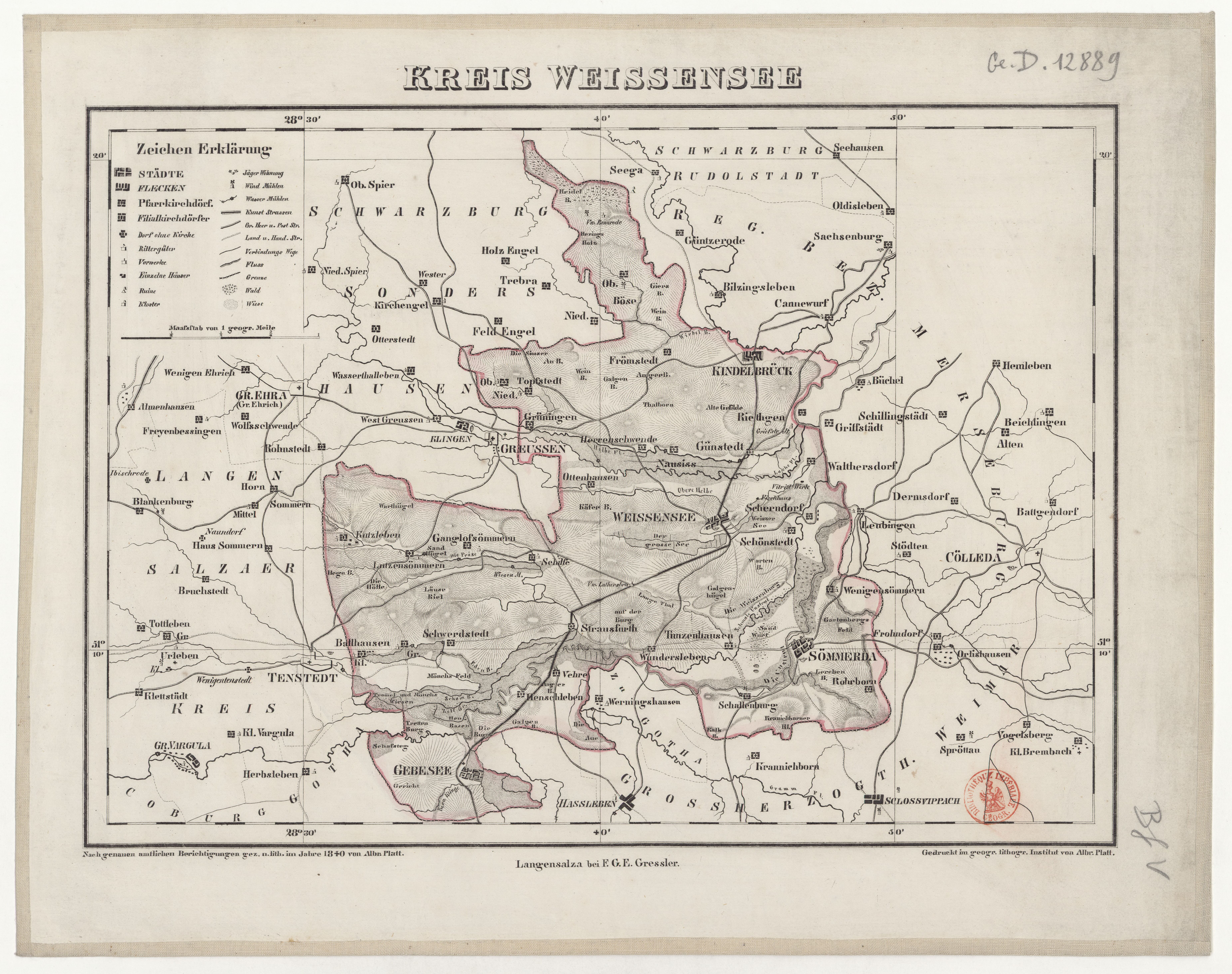
Karte des Kreises Weißensee im Jahr 1840

Der Kreis Weißensee, zuletzt auch Landkreis Weißensee genannt, war ein Landkreis, der von 1816 bis 1950 in der preußischen Provinz Sachsen und dem Land Thüringen der SBZ bzw. DDR bestand. Er umfasste 1939 die vier Städte Gebesee, Kindelbrück, Sömmerda und Weißensee sowie weitere 64 Gemeinden. Der größte Teil seines ehemaligen Gebietes gehört heute zum Landkreis Sömmerda und zur kreisfreien Stadt Erfurt. Kleinere Gebietsteile gehören heute außerdem zum Landkreis Gotha, zum Ilm-Kreis, zum Kyffhäuserkreis und zum Unstrut-Hainich-Kreis.

## Verwaltungsgeschichte

### Königreich Preußen

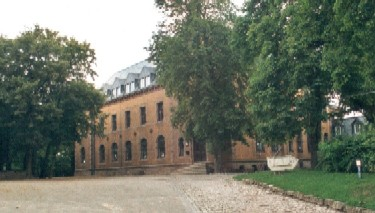
Ehemaliges preußisches Landratsamt Weißensee auf der Runneburg

Im Rahmen der preußischen Verwaltungsreformen nach dem Wiener Kongress wurde zum 1. April 1816 der Kreis Weißensee im Regierungsbezirk Erfurt in der Provinz Sachsen eingerichtet. Er bestand aus dem ehemaligen kursächsischen Amt Weißensee und dem ehemaligen kurmainzisch-erfurtischen Amt Sömmerda. Letzteres war 1802 mit dem kurmainzischen Erfurter Staat an Preußen gefallen und gehörte von 1806 bis 1813 zum französischen Fürstentum Erfurt. Das Landratsamt befand sich zunächst in Straußfurt und wurde 1841 nach Weißensee verlegt.

### Norddeutscher Bund/Deutsches Reich
Seit dem 1. Juli 1867 gehörte der Kreis zum Norddeutschen Bund und ab dem 1. Januar 1871 zum Deutschen Reich. Gegen Ende der 1920er Jahre wurden die Gutsbezirke im Kreis aufgelöst und benachbarten Landgemeinden zugeteilt.
Mit Wirkung vom 1. Oktober 1932 wurde der benachbarte Landkreis Erfurt aufgelöst und in den Kreis Weißensee eingegliedert. Am 1. April 1938 wurde der Stadtkreis Erfurt durch die Gemeinden Bindersleben, Hochheim und Melchendorf aus dem Kreis Weißensee vergrößert.
Nach Auflösung der Provinz Sachsen zum 1. Juli 1944 gehörte der Kreis zwar weiter zum Land Preußen, war aber nunmehr – in Angleichung an die Reichsverteidigungsbezirke – der Verwaltung des Reichsstatthalters für Thüringen in Weimar unterstellt. Im Frühjahr 1945 wurde das Kreisgebiet zunächst durch die US-Armee besetzt, dann aber Teil des Landes Thüringen in der Sowjetischen Besatzungszone.
Am 1. Juli 1945 wurden die Gemeinden Mühlberg, Röhrensee und Wandersleben aus dem Kreis Weißensee in den Landkreis Gotha umgegliedert. Der nunmehr als Landkreis Weißensee bezeichnete Kreis wurde am 1. Juli 1950 im Rahmen der Kreisreformen in der DDR aufgelöst und aufgeteilt:
- Die Gemeinde Kirchheim kam zum Landkreis Arnstadt.
- Die Gemeinden Bindersleben, Dittelstedt, Gispersleben Kiliani, Gispersleben Viti, Marbach, Möbisburg und Schmira wurden in die kreisfreie Stadt Erfurt eingegliedert.
- Die Gemeinde Tröchtelborn kam zum Landkreis Gotha.
- Die Stadt Kindelbrück sowie die Gemeinden Frömmstedt, Grüningen, Herrnschwende, Nausiß, Niedertopfstedt, Oberbösa, Obertopfstedt und Ottenhausen kamen zum Landkreis Sondershausen.
- Alle übrigen Städte und Gemeinden wurden Teil des neuen Landkreises Erfurt.

## Einwohnerentwicklung
| Jahr | Einwohner | Quelle |
| ---- | --------- | ------ |
| 1816 | 17.469    | [ 3 ]  |
| 1843 | 22.194    | [ 4 ]  |
| 1871 | 26.818    | [ 5 ]  |
| 1890 | 24.927    | [ 6 ]  |
| 1900 | 24.922    | [ 6 ]  |
| 1910 | 25.199    | [ 6 ]  |
| 1925 | 29.856    | [ 6 ]  |
|      |           |        |
| 1933 | 61.745    | [ 6 ]  |
| 1939 | 63.968    | [ 6 ]  |
| 1946 | 81.498    | [ 7 ]  |

## Kommunalverfassung bis 1945
Die Kreise gliederten sich in Städte, in Landgemeinden und – bis zu deren vollständiger Auflösung im Jahre 1929 – in selbständige Gutsbezirke. Zufolge der Kreisordnung von 1872 gliederte sich der Kreis in die Städte Weißensee, Kindelbrück und Gebesee sowie die Amtsbezirke Schwerstedt, Straußfurt, Tunzenhausen, Ottenhausen, Günstedt und Frömmstedt.
Mit Einführung des preußischen Gemeindeverfassungsgesetzes vom 15. Dezember 1933 sowie der Deutschen Gemeindeordnung vom 30. Januar 1935 wurde zum 1. April 1935 das Führerprinzip auf Gemeindeebene durchgesetzt. Eine neue Kreisverfassung wurde nicht mehr geschaffen; es galt weiterhin die Kreisordnung für die Provinzen Ost- und Westpreußen, Brandenburg, Pommern, Schlesien und Sachsen vom 19. März 1881.

## Landräte
- 1816–1840 Eugen von Münchhausen
- 1840–1851 Carl von Münchhausen
- 1851–1874 Friedrich Bernhard von Hagke (1822–1874)
- 1875–1893 Lothar von den Brincken (1836–1908)
- 1893–1900 Max Louis Robert Voigt
- 1900–1914 Otto Lucius von Ballhausen (1867–1932)
- 1918–9999 Otto Lucius von Ballhausen
- 1919–1923 Carl Hermann Langenhagen
- 1923–1932 Gerhard Stumme (1889–1934)
- 1932–9999 Wilhelm Ide (1878–1948)
- 1932–1937 Friedrich Hueter (1897–1967)
- 1937–1945 Kuno Halfmann

## Städte und Gemeinden

### Stand 1939
Der Kreis Weißensee umfasste im Jahre 1939 vier Städte und weitere 64 Gemeinden:
| - Alach - Andisleben - Bechstedt-Wagd - Bindersleben - Büßleben - Dachwig - Dittelstedt - Egstedt - Elxleben - Ermstedt - Friedrichsdorf - Frienstedt - Frömmstedt 1 - Gangloffsömmern 1 - Gebesee, Stadt 1 - Gispersleben Kiliani - Gispersleben Viti | - Gottstedt - Großballhausen 1 - Grüningen 1 - Günstedt 1 - Henschleben 1 - Herrnschwende 1 - Kindelbrück, Stadt 1 - Kirchheim - Kleinballhausen 1 - Kleinrettbach - Kühnhausen - Kutzleben 1 - Lützensömmern 1 - Marbach - Möbisburg - Mühlberg - Nausiß 1 | - Niedertopfstedt 1 - Niedernissa - Nottleben - Obertopfstedt 1 - Oberbösa 1 - Ottenhausen 1 - Riethgen 1 - Ringleben - Rohrborn 1 - Röhrensee - Salomonsborn - Schallenburg 1 - Scherndorf 1 - Schilfa 1 - Schmira - Schwerstedt 1 - Sömmerda, Stadt 1 | - Straußfurt 1 - Tiefthal - Tröchtelborn - Tunzenhausen 1 - Urbich - Vehra 1 - Walschleben - Waltersdorf 1 - Waltersleben - Wandersleben - Weißensee, Stadt 1 - Wenigensömmern 1 - Werningsleben - Windischholzhausen - Witterda - Wundersleben 1 - Zimmern supra |

### Ausgeschiedene Gemeinden
- Hochheim, am 1. April 1938 zur Stadt Erfurt
- Melchendorf, am 1. April 1938 zur Stadt Erfurt